# Canción de lejos
Canción de lejos es el nombre del segundo álbum del grupo musical chileno Los Bunkers, lanzado en junio de 2002. A través de sus exitosos sencillos, «Miño» y «Las cosas que cambié y dejé por ti», sirvió para consagrar a Los Bunkers como una de las bandas más importantes de la escena musical chilena de la década de 2000.

## Contenido
El líder de Los Tres, Álvaro Henríquez, había invitado a los integrantes de Los Bunkers a participar del disco tributo del rock chileno a la folclorista Violeta Parra, titulado Después de vivir un siglo, lanzado en 2001. En él, Los Bunkers interpretaron una sentida versión de "Gracias a la Vida", convertida en una balada electrónica al estilo de Los Ángeles Negros. En septiembre del mismo año, Henríquez invitó a la banda a tocar en la Yein Fonda II, donde interpretaron versiones de «Entre mis brazos» y la versión de Los Ángeles Negros «Y volveré». 
Éste fue solo el comienzo de la serie de colaboraciones entre Henríquez y Los Bunkers. El siguiente paso fue la producción del segundo disco de la banda penquista, que entraron a grabar en marzo de 2001. Tal vez con la influencia implícita del productor, el álbum contiene una sonoridad algo diferente a la del primer disco de Los Bunkers, incorporando más instrumentos al arreglo sónico, en especial teclados y más guitarras eléctricas en cada uno de los temas. Así comienzan a forjar una identidad propia, al mismo tiempo reminiscente de sus influencias británicas como de sus mentores nacionales: es así como "Pobre Corazón" cuenta con claras influencias de Los Tres, en la época de La espada & la pared, y quienes fueron influenciados por The Smiths y en especial el tema London; y "Las Cosas Que Cambié y Dejé Por Ti" se escucha parecida a la primera época de The Beatles.
La mayor novedad viene en las letras: además de sentidas canciones de amor, como «Mañana lo voy a saber» y «Los premios», hay visiones más oscuras de las relaciones humanas («Siniestra», «Dulce final»), algo de ironía («Canción de cerca», «Lo que me angustia») y, muy especialmente, una gran preocupación social, que se manifiesta en «Miño», tema que nació inspirado en la tragedia de Eduardo Miño, inmolado en las afueras del Palacio de la Moneda en noviembre de 2001, protestando por su precaria situación económica y la poca ayuda dada a los enfermos de asbestosis. "Se rieron de ti, no pudiste dormir / Porque tu propia vergüenza / Ya no vive de ti, no supiste morir / Porque tu propia tristeza / Se incendió" cantan Los Bunkers en un arreglo roquero para una letra impactante, de uno de los temas más importantes de la historia del rock chileno.

## Lista de canciones
Todas las canciones escritas y compuestas por Francisco Durán y Mauricio Durán, excepto donde se indique. 
| N.º | Título                                                              | Escritor(es)                  | Duración |  |
| 1.  | «Canción de lejos»                                                  |                               | 4:08     |  |
| 2.  | «Las cosas que cambié y dejé por ti» (Voz solista: Francisco Durán) |                               | 3:13     |  |
| 3.  | «Sabes que...»                                                      |                               | 3:56     |  |
| 4.  | «Mañana lo voy a saber»                                             |                               | 5:05     |  |
| 5.  | «Canción de cerca»                                                  | Gonzalo López                 | 4:08     |  |
| 6.  | «Miño»                                                              |                               | 4:04     |  |
| 7.  | «Los premios»                                                       |                               | 2:40     |  |
| 8.  | «Lo que me angustia»                                                | Los Bunkers                   | 3:43     |  |
| 9.  | «Dulce final»                                                       | Álvaro López, Francisco Durán | 3:44     |  |
| 10. | «Pobre corazón»                                                     |                               | 3:59     |  |
| 11. | «Siniestra»                                                         |                               | 4:19     |  |
| 12. | «Sacramento» (Instrumental)                                         |                               | 2:55     |  |

- El instrumental llamado "Sacramento", es una "pista escondida" que comienza a 7 minutos de "Siniestra", y no aparece en el listado de canciones.

## Personal
Los Bunkers
- Álvaro López (22 años): Voz solista (excepto donde se indica), Guitarra acústica, Bocaloca.
- Francisco Durán (20 años): Guitarra eléctrica, Guitarra acústica, Órgano Hammond, Teclados, Voz, Coros
- Mauricio Durán (25 años): Guitarra eléctrica, Guitarra acústica, Órgano Hammond, Teclados, Voz, Coros
- Gonzalo López (20 años): Bajo, Pandero chileno, Flauta dulce
- Mauricio Basualto (33 años): Batería, Percusión

Músicos invitados
- Álvaro Henríquez: Guitarra acústica y voz en "Canción de Lejos" (cantando un extracto de la cueca tradicional "La Corina Roja"); Guitarra eléctrica y voz en "Lo Que Me Angustia"
- Gonzalo Henríquez: Timbal en "Siniestra"

## Presentaciones
El disco vino editado con un folleto que imitaba las revistas antiguas; con notas del periodista Rodrigo Álvarez, incluyendo las letras y los acordes para guitarra de todas las canciones del disco. Su lanzamiento se realizó en el Teatro Concepción, en el club La Piedra Feliz, de Valparaíso y en el Teatro Providencia de Santiago, con gran éxito de público, en julio de 2002. La prensa elogia profusamente el disco, y el 25 del mismo mes aparecen en la portada del suplemento Wikén de El Mercurio.
Los sencillos del disco son aún parte del repertorio habitual de los conciertos de la banda.

## Crítica y distinciones
En octubre de 2002 la banda recibe dos nominaciones a los Premios MTV y en diciembre gana el Premio Apes (de la Asociación de Periodistas de Espectáculos) como mejor grupo del año (gatillado por el álbum). Al mes siguiente son nominados a los premios Altazor.

## Citas
- Sobre las diferencias con el primer disco: "(...) en el resultado de las canciones, las del segundo disco son mucho mejor terminadas, musicalmente hablando, les dimos más vueltas, estuvimos más tiempo en el estudio para dar lo que la canción exactamente necesitaba. En el primer disco nos faltó ser un poco más rigurosos, producto que nunca fuimos conscientes durante la grabación del álbum, entonces en el segundo esta conciencia estuvo a flor de piel; permitió sacar muy bien todo lo que le sobraba a los temas y dejarlos exactamente como los teníamos en la cabeza. El sonido también se logró mucho mejor, las letras son mejores. (...)Lo otro que se agrega con bastante notoriedad en el segundo disco es que se nota que nosotros vivimos en Santiago, ya no está esa visión bien provinciana que había en el primero, pero no lo digo peyorativamente, si no que cuando uno vive en un lugar fuera de Santiago ve las cosas de forma más rígida, acá se agranda la cabeza y eso es bien notorio." (Mauricio Basualto, en Blondie.cl)
- Sobre la identidad de la banda: "Uno escucha los temas y sea el envoltorio que sea, por ejemplo Los Bunkers, siempre se le va a decir que suenan British, demasiado Blur o Radiohead. Pero si te fijas nuestras canciones no se pudieron haber hecho en otro país." (Álvaro López, en Blondie.cl)